# Shōno-juku

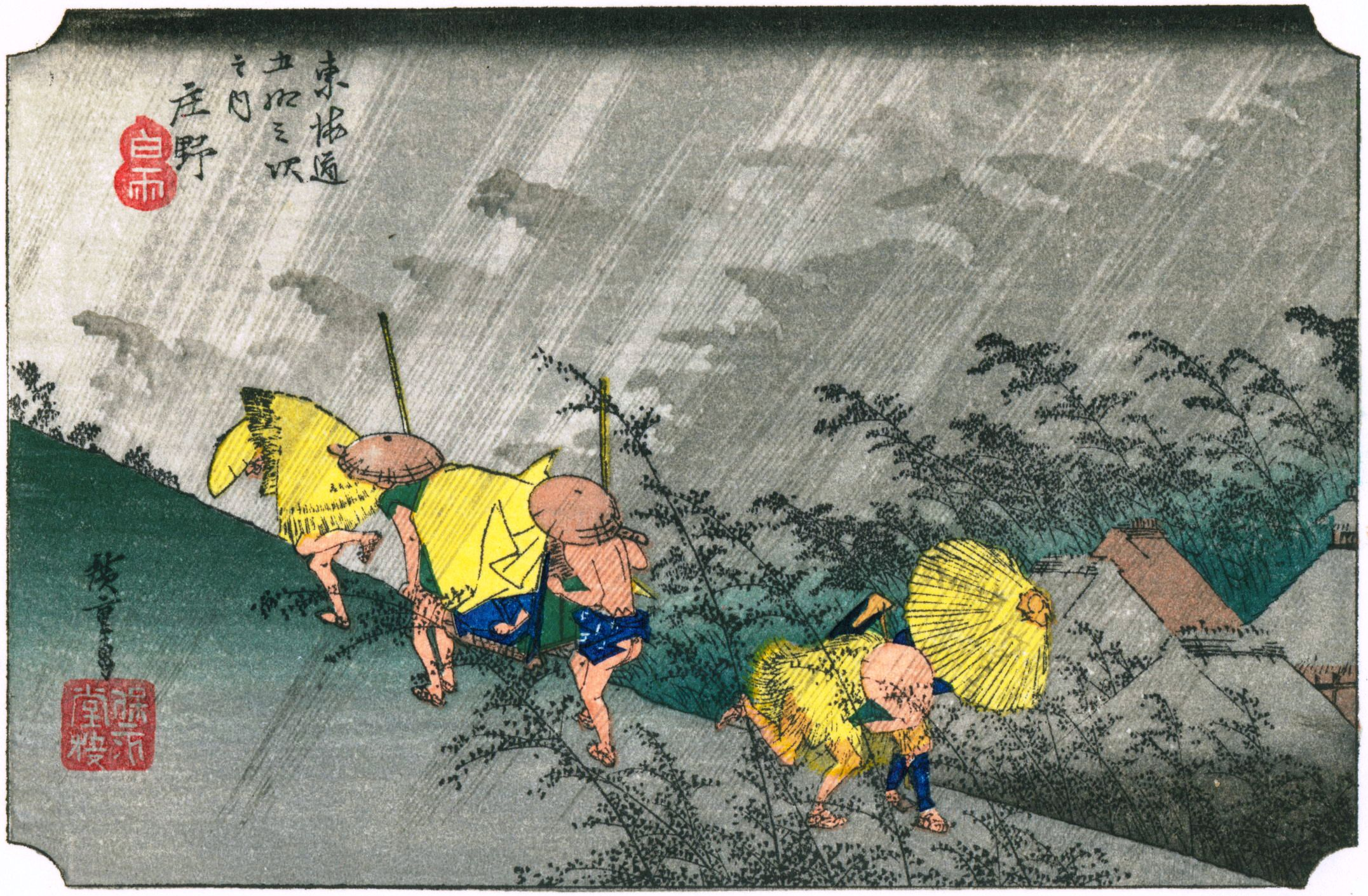
Shōno-juku dans les années 1830, estampe de Hiroshige de la série des Cinquante-trois Stations du Tōkaidō. L'estampe s'intitule.

Shōno-juku (庄野宿, Shōno-juku) était la quarante-cinquième des cinquante-trois stations du Tōkaidō, la route majeure du Japon de l'ère Edo. Elle se trouve près de la ville actuelle de Suzuka, dans la préfecture de Mie.

## Histoire
Shōno-juku a créé en 1998 un musée des archives dans l'une des anciennes honjin (les auberges des relais) pour partager l'histoire de cette ancienne shukuba. Ce musée contient des informations sur la honjin de Shōno-juku, d'autres bâtiments, ainsi que sur certains aspects de la vie quotidienne. En plus de la honjin restaurée qui abrite le musée, on trouve également à Shōno-juku les ruines de l'annexe de la honjin, de toiyaba et de kōreiba.

## Stations voisines
En venant d'Edo, la capitale du shogun, et en allant vers Kyoto, la capitale impériale, Shōno-juku est précédé du relais Ishiyakushi-juku et suivi de celui de Kameyama-juku.
Ishiyakushi-juku – Shōno-juku – Kameyama-juku

## Place de Shōno dans le Tōkaidō d'Hiroshige
La composition de l'image fait appel à l'utilisation de lignes diagonales qui s'entrecroisent et forment des triangles : le sentier, les arbres courbés par le vent, les manteaux, le toit des maisons.
Par son pouvoir d'évocation, son graphisme rigoureux et son aspect essentiellement monochrome, cette estampe est l'une des plus célèbres du Tōkaidō de Hiroshige, et même de toute l'œuvre de Hiroshige.